# Joseph Wood Krutch
Joseph Wood Krutch (25 de noviembre de 1893 – 22 de mayo de 1970) fue un escritor, crítico literario y naturalista estadounidense.
Nacido en Knoxville, Tennessee, inicialmente estudió en la University of Tennessee, y se doctoró en la Columbia University. Tras servir en la Armada en 1918, viajó por Europa durante un año con su amigo Mark Van Doren. Después, trabajó como profesor en el centro Brooklyn Polytechnic.
Su primer libro de importancia fue un estudio sobre Edgar Allan Poe: Edgar Allan Poe: A Study in Genius (1926), de corte primitivamente psicologista. Se hizo crítico teatral para The Nation y escribió varios libros, logrando cierta notoriedad por un trabajo crítico con el impacto ambiental de la ciencia y la tecnología: The Modern Temper (1929). Escribió también biografías de Samuel Johnson y Henry David Thoreau en los años 40, además de una docena de libros de biografías literarias e historia teatral. A lo largo de su vida, escribió 35 libros en total.
Trabajó como profesor en la Columbia University de 1937 a 1953.
Se trasladó a Arizona en 1952, y allí escribió libros de ecología, sobre el entorno desértico del sudoeste, así como la historia natural del Grand Canyon, consiguiendo renombre como naturalista y conservacionista. Sus escritos de esta época expresan el anhelo de una vida más simple y contemplativa. «Si conduces un coche a 120 km/h, no puedes hacer otra cosa más que mantener el monstruo bajo control», escribió.
Murió en Tucson a los 76 años, de cáncer de colon, en 1970. Una de las últimas entrevistas que se le hicieron la recogió Edward Abbey en su libro One Life at a Time, Please (1988, ISBN 0-8050-0603-6).
Muchos de los manuscritos de Krutch se conservan en la University of Arizona, donde, en 1980, se puso su nombre a un jardín de cactus en su honor: Joseph Wood Krutch Cactus Garden.
El libro de Krutch The Modern Temper [El temperamento moderno] (1929) fue satirizado por su contemporáneo Bertrand Russell, en su obra The Conquest of Happiness (La conquista de la felicidad, 1930), por frases como esta del estadounidense: «La nuestra es una causa perdida y no hay lugar para nosotros en el universo natural, pero a pesar de todo no lamentamos ser humanos. Mejor morir como hombres que vivir como animales». Russell criticó duramente este pesimismo, calificándolo de "patético", y añadiendo: «Durante todo su libro el señor Krutch habla a intervalos de la desesperación, y uno queda conmovido por su heroica aceptación de un mundo desolado, pero la desolación se debe al hecho de que él y la mayoría de los hombres de letras no han aprendido aún a sentir las antiguas emociones en respuesta a los nuevos estímulos. Los estímulos existen, pero no en los corrillos literarios».